# Les Fantômes du passé (film, 2017)
Ne doit pas être confondu avec Les Fantômes du passé (film, 1996).
Pour plus de détails, voir Fiche technique et Distribution.
Les Fantômes du passé (Ég man þig, littéralement « Je me souviens de toi ») est un film thriller horrifique à énigme islandais coécrit et réalisé par Óskar Thór Axelsson, sorti en 2017. Il s’agit de l’adaptation du roman islandais Je sais qui tu es (Ég man þig) de Yrsa Sigurðardóttir (2010).

## Synopsis
Une femme se suicide dans une église à Ísafjörður. Selon le psychiatre Freyr (Jóhannes Haukur Jóhannesson), cette femme a souffert par la disparition de son fils de huit ans il y a trois ans. Freyr, lui-même, a perdu son fils disparu, dont son ex-femme est toujours à la recherche. Au même moment, le couple Garðar (Thor Kristjansson) et Katrín (Anna Gunndís Guðmundsdóttir) ainsi que leur amie Líf (Ágústa Eva Erlendsdóttir) qui souhaite faire le deuil de son mari s’installent dans une maison abandonnée, qu’ils la rénovent, dans un petit village perdu à Hesteyri à l'ouest de l'Islande. Ces derniers découvrent que leur maison est hantée, et Katrín voit le corps d’un enfant disparu soixante ans plus tôt. Il s’appelait Bernódus, dont tous les enfants de son âge se moquaient…

## Fiche technique
Sauf indication contraire, les informations mentionnées dans cette section peuvent être confirmées par la base de données cinématographiques IMDb,  présente dans la section « Liens externes ».
- Titre original : Ég man þig
- Titre français : Les Fantômes du passé
- Titre international : I Remember You
- Réalisation : Óskar Thór Axelsson
- Scénario : Óskar Thór Axelsson et Ottó Geir Borg, d’après le roman islandais Je sais qui tu es (Ég man þig) de Yrsa Sigurðardóttir (2010)
- Direction artistique : Heimir Sverrisson
- Décors : Hulda Helgadóttir et Heimir Sverrisson
- Costumes : Helga Rós Hannam
- Photographie : Jakob Ingimundarson
- Montage : Kristján Loðmfjörð
- Production : Skuli Fr. Malmquist, Sigurjón Sighvatsson et Thor Sigurjonsson
- Société de production : Zik Zak Filmworks et Zik Zak Kvikmyndir
- Société de distribution : TrustNordisk
- Budget : 2,1 millions d’euros[1]
- Pays d’origine :  Islande
- Langue originale : islandais
- Format : couleur - 2,35:1 - son Dolby Digital
- Genre : thriller horrifique à énigme
- Durée : 105 minutes
- Date de sortie :
  - Islande : 5 mai 2017

## Distribution
- Jóhannes Haukur Jóhannesson : Freyr, le psychiatre
- Elma Stefania Agustsdottir : Sara, l’inspectrice
- Anna Gunndís Guðmundsdóttir : Katrín
- Thor Kristjansson : Garðar, le mari de Katrín
- Ágústa Eva Erlendsdóttir : Líf, l’amie de Garðar et Katrín
- Sara Dögg Ásgeirsdóttir : Dagný
- Jóhanna Vigdís Arnardóttir : la mère d’Óla
- Jóhann Sigurðarson : le révérant Einar
- Theodór Júlíusson : Bjarni
- Þröstur Leó Gunnarsson : le maître
- Sveinn Geirsson : Elías
- Ragnheiður Steindórsdóttir : Úrsúla
- Þór Tulinius : Veigar
- Arnar Páll Harðarson : Bernódus
- Bjarni Kristbjðrsson (VFB : Esteban Oertli) : óli

## Production
Le tournage a lieu dans le Nord des Vestfirðir, dont la ville d’Ísafjörður et Hesteyri.